# ГЕС Турквел
ГЕС Турквел — гідроелектростанція на північному заході Кенії, споруджена на однойменній річці, що впадає у безсточне солонувате озеро Туркана (колись носило назву Рудольф).
В межах проекту річку перекрили найбільшою в країні станом на середину 2010-х років греблею, виконаною як бетонна аркова конструкція висотою 155 метрів та довжиною 230 метрів, на спорудження якої пішло 165 тисяч м3 матеріалу. Вона утворила водосховище об'ємом 1641 млн м3, з якого бере початок прокладений у правобережному гірському масиві дериваційний тунель довжиною 2,8 км та діаметром 4,1 метра.
Машинний зал споруджений у підземному виконанні та обладнаний двома турбінами типу Френсіс потужністю по 56 МВт. Вони працюють при напорі у 356 метрів, що також є найбільшим показником у гідроенергетиці Кенії.
Відпрацьована вода відводиться назад у річку по тунелю довжиною 1,1 км, який має такий само діаметр, як і підвідний — 4,1 метра.
Видача продукції відбувається по ЛЕП, розрахованій на роботу під напругою 220 кВ.